# Mégalithe du Pré-du-Vivret
Le mégalithe du Pré-du-Vivret est situé au nord du hameau Le Moncel sur la commune de Saint-Omer, en France, dans le département du Calvados.

## Historique
En 1939, Jules L'Hermitte, membre de la Société des antiquaires de Normandie, signale cette pierre imposante sur la parcelle cadastrale portant le nom de Pré du Vivret à environ 200 m après le Moncel. Elle fait l’objet d’une inscription au titre des monuments historiques depuis le 19 mai 1954.

## Description
Il s'agit d'un énorme bloc de schiste ayant une forme d'ellipsoïde aplati. Il mesure près de 5 m de longueur, 3 m de largeur et 1,50 m d'épaisseur. Son poids est estimé à 15 tonnes. Il repose sur sa grande face sur la rive gauche en bordure d'un ruisseau. Il semble que la roche a dû rouler dans la pente pour s'y arrêter. Jules L'Hermitte doutait du caractère mégalithique de la pierre : « Faut-il voir là la table d'un dolmen, dont les supports pourraient être reconnus dans des roches de moindre dimension qu'on voit en aval, à 50 m de là ? La question peut être posée ».